# Джалаледдін Румі
Джалаледді́н Румі́ (Румі, Джеляледдін/Джалаліддін Румі; перс. مولانا جلال الدین محمد رومی, тур. Mevlânâ Celâleddin Mehmed Rumi, також — Мевляна або Мевляна Джалаледдін Мухаммед Балх за місцем народження; 30 вересня 1207, Балх, Іран — 17 грудня 1273, Конья, Конійський султанат) — класик перської поезії, філософ-суфій, зачинатель класичної турецької літератури. Доробок Румі помітно вплинув на культуру Середньої Азії та Туреччини зокрема.

## Життєпис
Згідно з традицією народився 30 вересня 1207 у місті Балх в сімʼї відомого богослова того часу Бахаеддіна Веледа та його дружини Муміє-хатун. Бахаеддін мав прізвисько «султан-ан-улема» - султан вчених. Незадовго до монгольського нашестя їхня родина вирушає до Мекки. Дорогою вони зупинилися в Нішапурі, де на той час перебував знаменитий поет Аттар, який за легендою подарував маленькому Румі свою книгу і передбачив йому велике майбутнє.
Імʼя Бахаеддіна Веледа, батька майбутнього поета, було широко відомим в Середній Азії та Анатолії, тож не дивно, що його родину всюди зустрічали з великими почестями. Зупинялися вони в Багдаді та Лагренді, а також в Карамані, де сімʼї Бахаеддіна судилося прожити 7 років. Саме тут у 1225 одружується з Джавхар-хатун, а також втрачає матір і старшого брата, Алаеддіна Мухаммеда.
Згодом за запрошенням конійського султана Алаеддіна Кейкубада батько Румі разом з сім'єю прибуває до Коньї — міста, де Мевляна проживе половину свого життя. Невдовзі Бахаеддін Велед отримує сан шейха – високий чин духовного наставника, що після його смерті (12 січня 1231) перейде до сина, до Румі. На той час майбутній поет вже володіє езотеричними знаннями та технікою самовдосконалення. Варто згадати і його вчителя, духовного наставника — Сенда Бурханеддіна Мухаккіка Термезі, який був колишнім учнем Бахаеддіна. Далі, бажаючи удосконалити свої знання в науках та релігійних вченнях, Джалаледдін вирушив до Алеппо та Дамаску – тодішніх культурних центрів. Тут він навчався в Ібнул-адима, спілкувався з видатними філософами та науковцями. 
Невдовзі після повернення в Конью помирає Сенда Бурханеддіна Мухаккіка Термезі, який протягом 9 років був його духовним наставником. Відтоді Джалалледін сам стає проповідником. Спочатку Румі мав лише 4 слухачів, але з часом кількість його учнів зростає.
23-26 жовтня 1244 відбулося легендарне знайомство поета з Шамседдіном Тебрізі, який здійснив неабиякий вплив на світогляд Джалалледіна. Румі дещо змінює свої релігійні погляди, зокрема, все більше схиляється до суфізму — містико-аскетичної течії в ісламі . Врешті, він залишає наукову придворну кар'єру та починає вести суфійський аскетичний спосіб життя.
Дружба Джалаледдіна Румі та Шамседдіна Тебрізі викликала невдоволення з боку населення Коньї, не розуміла її і родина поета, передусім, через постать самого Шамседдіна. Будучи мандрівним дервішем, представником крайніх суфіїв, Шамседдін Тебрізі був чужим в тому суспільстві, яке не бажало його прийняти. Ще однією причиною ворожого ставлення оточення Румі до його друга і вчителя могли бути ревнощі, адже на момент їхнього знайомства Джалалледін вже мав дуже велике коло учнів і прихильників. Це ж стосується і членів родини Румі, які також не могли побороти свою неприязнь до його нового друга.  
Через цю непросту ситуацію Шамседдін вирішує припинити спілкування з Румі і вирушає до Дамаску. Невдовзі Джалаледдін покличе його назад в Конью, але буде вже пізно: Шамседдіна Тебрізі таємно вбили. Не вірячи в смерть свого наставника, Мевляна вирушає в Дамаск, на пошуки друга. Врешті Румі втрачає останню надію, і відтоді єдиною його втіхою та згадкою про вчителя стають вірші. Чимало ліричних творів було присвячено саме Шамседдіну Тебрізі. 
Румі знайшов нового духовного наставника – Салахаддіна. Саме під час спілкування з ним Мевляна зміг написати Диван-Шамс – ліричні вірші в честь свого друга й наставника.
Останньою важливою людиною в житті Джалаледдіна став Хусам Челебі; це був останній період життя суфія. В цей час Мевляна створив одну із своїх найвідоміших збірок – Маснаві, деякі рядки з якої присвячені саме Хусаму Челебі.
Помер 17 грудня 1273 в Коньї. Могила знаходиться поруч з могилою батька. За часів Сулеймана Пишного побудовано мармуровий пам'ятник.

## Сім'я та діти
Джалаледдін був одружений з донькою Шарафеддіна Самарканді Джавхар-хатун (померла в 1229). Вони взяли шлюб в Карамані, ще до переїзду в Конью. Старший син Румі Султан Велед та його середній син Алаеддін народились від Джавхар-хатун. Після її смерті Румі одружився з вдовою, яку називали Карра-хатун (померла 1292 року), в якої був син Шамседдін Йахья від першого шлюбу. 
Карра-хатум народила Румі сина, котрого звали емір Музаффареддін Алім Челебі, та дочку – Маліку-хатун.
Саме Султан Велед дав найбільше свідчень про життя та творчість свого батька, а також заснував відомий суфійський орден Мевлеві, хоча за життя його батько і заперечував створення ордену його імені. 

## Творчість
Серед найвідоміших текстів Румі – «Месневі», «Дивані Кабір», «Фіхі Ма Фіх», «Маджалісі Саба» та «Мактубат». Ймовірно, що з-під його пера також вийшли «Тірашнаме», «Ашкнаме», «Расаилі Афак ва Анфус» та «Рісала-і Акаід», хоча питання авторства Румі лишається суперечливим. 
Ліричні газелі Джеляледдіна, зібрані в його «Дивані», з часом стали зараховувати до набутків народної творчості. В газелях Румі виразно окреслюються такі теми: доказ вигоди від смирення, приборкання пристрастей і потреб та показ божественної природи духу людини. До «Дивану» також увійшло епічне «Месневі» — енциклопедія суфійства, яка пояснюється за допомогою розповідей-притч, написаних дворядковими «парними» строфами; слово «месневі» і означає парний.
Саме поема «Месневі», відома багатогранністю тематики, прославила Джеляледдіна на сході. Поема складається з окремих розповідей і легенд, до яких автором подається також їх тлумачення. 
Незважаючи на неоднозначне ставлення Румі до ісламу, тривалий час «Месневі» вважалася навіть Кораном перською мовою.

## Українські переклади
- Джалаледдін Румі. З «Месневі» та «Великого дивану» (переклад Я. Є. Полотнюка) // «Всесвіт», № 2 за 1975 рік, стор. 161–166
- Румі: Поезії. З фарсі / Упорядкування, переклад, передмова Миколи Ільницького та Яреми Полотнюка. — Київ: Дніпро, 1983. — 111 с.

## Вплив на культуру
Творчість Джалаледдіна Румі помітно вплинула на мусульманську культуру і культуру Туреччини зокрема. Саме Румі вважається зачинателем класичної турецької літератури, незважаючи на те, що з-під пера поета вийшло всього декілька рядків османською мовою (основний доробок Румі - перською). Дослідник Абдюльбаки Гьолпинарли вважає надбання Мевляна основою турецької літератури дивану. Протягом століть османські автори рівнялися саме на Румі, а сьогодні історія цього дивовижного поета приваблює літературознавців і письменників. Зокрема, сучасна турецька новелістка Еліф Шафак створила роман про Джалаледдіна Румі - "Сорок правил любові" (англ. The Fourty Rules of Love), де не лише в оригінальній формі подано основні ідеї поета, а й розказано історію його дружби з Шамседдіном Тебрізі.
Румі досить популярний і в Західній Європі, про його творчість схвально відгукувалися Гегель, Гете, Баре. Дослідження й переклади його текстів розпочалися з 19 століття.

## Вшанування
- 8 мехра (за іранським календарем) в Ірані відзначається День Джалаледдіна Румі.